# Gelpe-Saalbach
Das Naturschutzgebiet Gelpe-Saalbach liegt auf dem Gebiet der kreisfreien Stadt Remscheid in Nordrhein-Westfalen – nördlich der Ortschaft Clemenshammer – und wird unter der Nummer RS-003 geführt. Da die Gelpe und der in die Gelpe mündende Saalbach beide auf Wuppertaler Gebiet südwestlich Lichtscheid bzw. südwestlich von Wuppertal-Ronsdorf entspringen und im Unterlauf die Grenze zu Remscheid bilden, liegt der größte Teil des Naturschutzgebietes – 122 ha – auf Wuppertaler Gebiet. Hier wird das Naturschutzgebiet unter der Bezeichnung Naturschutzgebiet Fließgewässersystem Gelpe- und Saalbachtal unter der Nummer W-015 geführt. Auf Remscheider Gebiet liegen 24,14 ha, im Wesentlichen auf der linken Bachseite von Gelpe und Saalbach. Das südliche Ende des Naturschutzgebietes Gelpe-Saalbach (RS-003) liegt bei Clemenshammer, wo die Gelpe in den Morsbach mündet.

## Bedeutung
Das Naturschutzgebiet Gelpe-Saalbach steht seit dem Jahr 2001 unter Schutz. Die Schutzausweisung erfolgt zur Erhaltung und Sicherung des naturnahen Bachlaufes mit standortgerechten Ufergehölzen sowie zur Erhaltung der gefährdeten Nass-, Feucht- und Magerwiesen, Bruchwälder und Quellflüsse mit ihrem spezifischen Inventar an zum Teil gefährdeten Pflanzen- und Tierarten. Von den Wasserbewohnern sind hier beispielsweise besonders die Groppe und der Edelkrebs zu nennen. Darüber hinaus stellt das Gelpe-Saalbach-Gewässersystem einen wichtigen Standort als Brut- und Rastplatz verschiedener in Nordrhein-Westfalen gefährdeter Vogelarten dar.
Zusammen mit den westlich und östlich des Gelpebaches angrenzenden, mit naturnahem Wald bestockten Steilhängen stellt das Naturschutzgebiet ein besonders strukturreiches Kerbtal dar, welches sich durch besondere Eigenart und Schönheit auszeichnet.
Insbesondere die folgenden Strukturen und Lebensräume sind zu erhalten und zu schützen: Kerbtal der Gelpe mit Seitensiepen beziehungsweise Siepentälern, naturnahes Gewässerbett, kulturhistorisch bedeutende ehemalige Hammerteiche mit Auensukzession, Obergräben, teilverlandete Teichanlagen, Feuchtbrachen und -wiesen, Auetümpel, natürliche Bachmäander mit ausgeprägten Steil- und Flachuferbereichen, Erlenbruchwaldrelikte, naturnahe Auengebüsche und Überschwemmungsbereiche, Quellfluren sowie naturnahe Laubwaldbestände mit eingestreuten Althölzern und hohem Totholzanteil.
Im Schutzgebiet befinden sich folgende Bodendenkmäler, die mit ihrem Umfeld erhalten werden sollen:
Im Ortsteil Clemenshammer der Steffenshammer,
Schlieper Hammer und Rottsieper Hammer,
Reinshagener Hammer,
Westerhammer und
Wolfertshammer
Folgende Naturdenkmäler sind im Naturschutzgebiet vorhanden:
Wallhecken aus Hainbuchen mit historischem Hohlweg westlich Clemenshammer (G 2.6.1) und
die Schneitelhainbuche am Reinshagener Hammer (G 2.6.2).

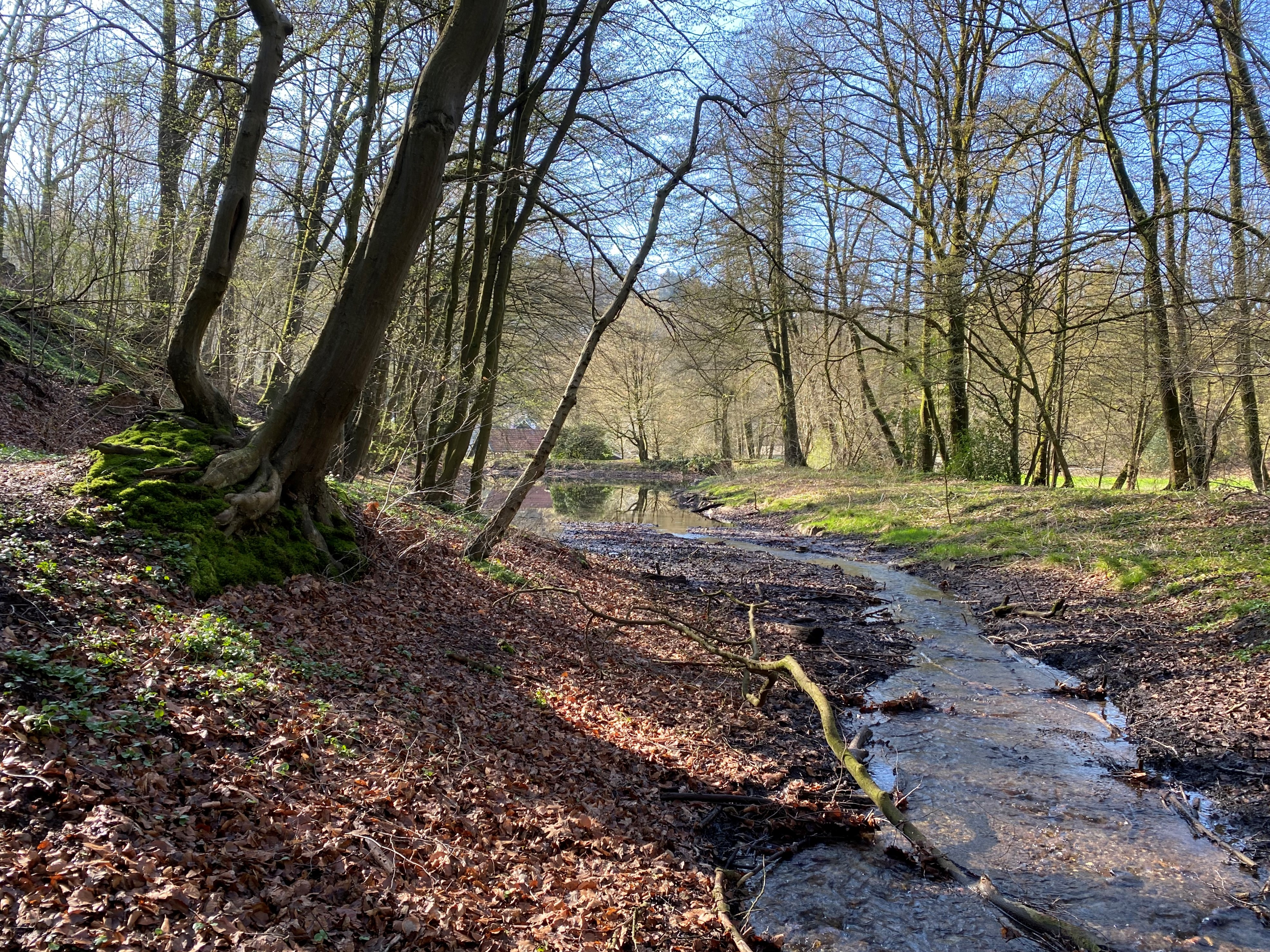
Stauteich Steffenshammer
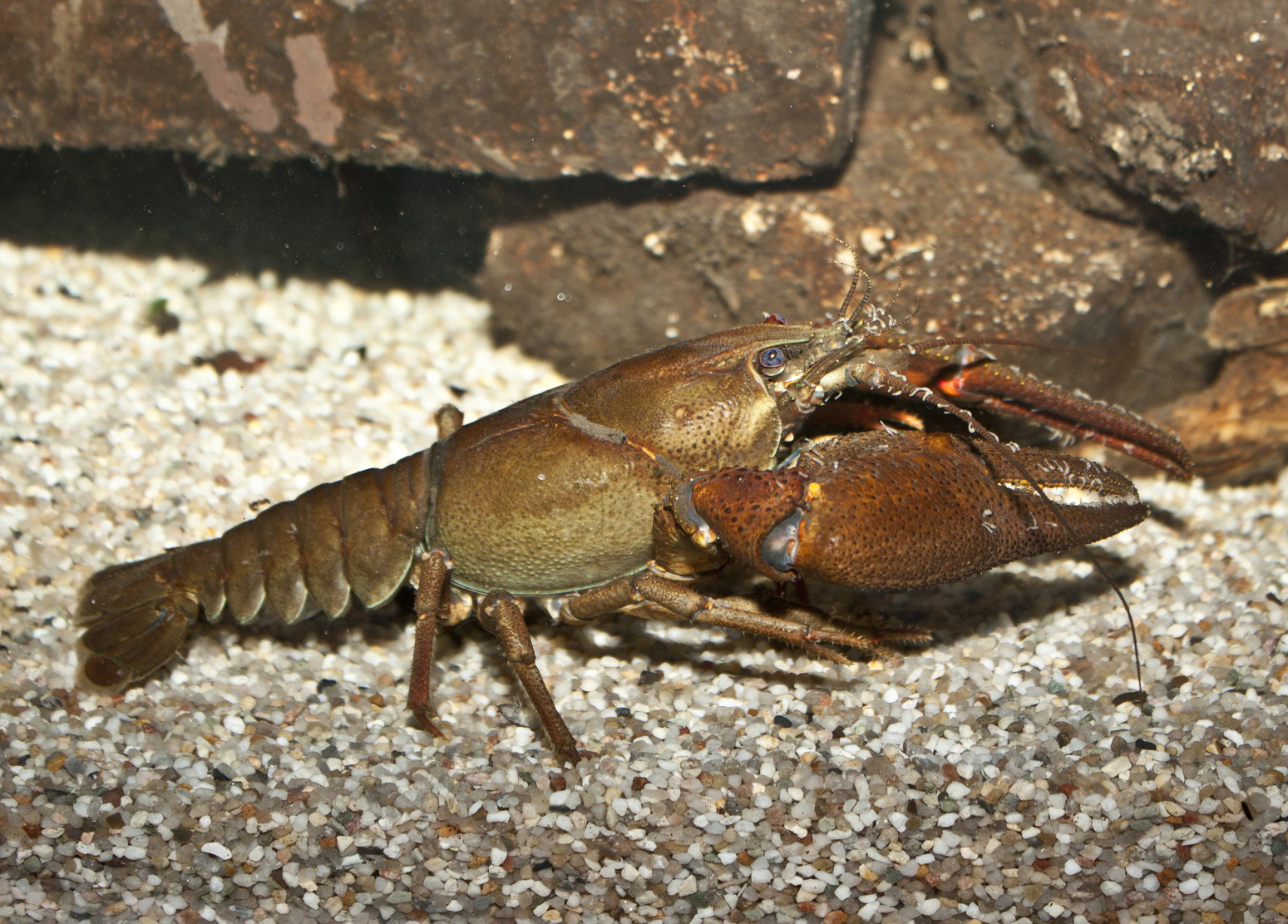
Edelkrebs (Astacus astacus)
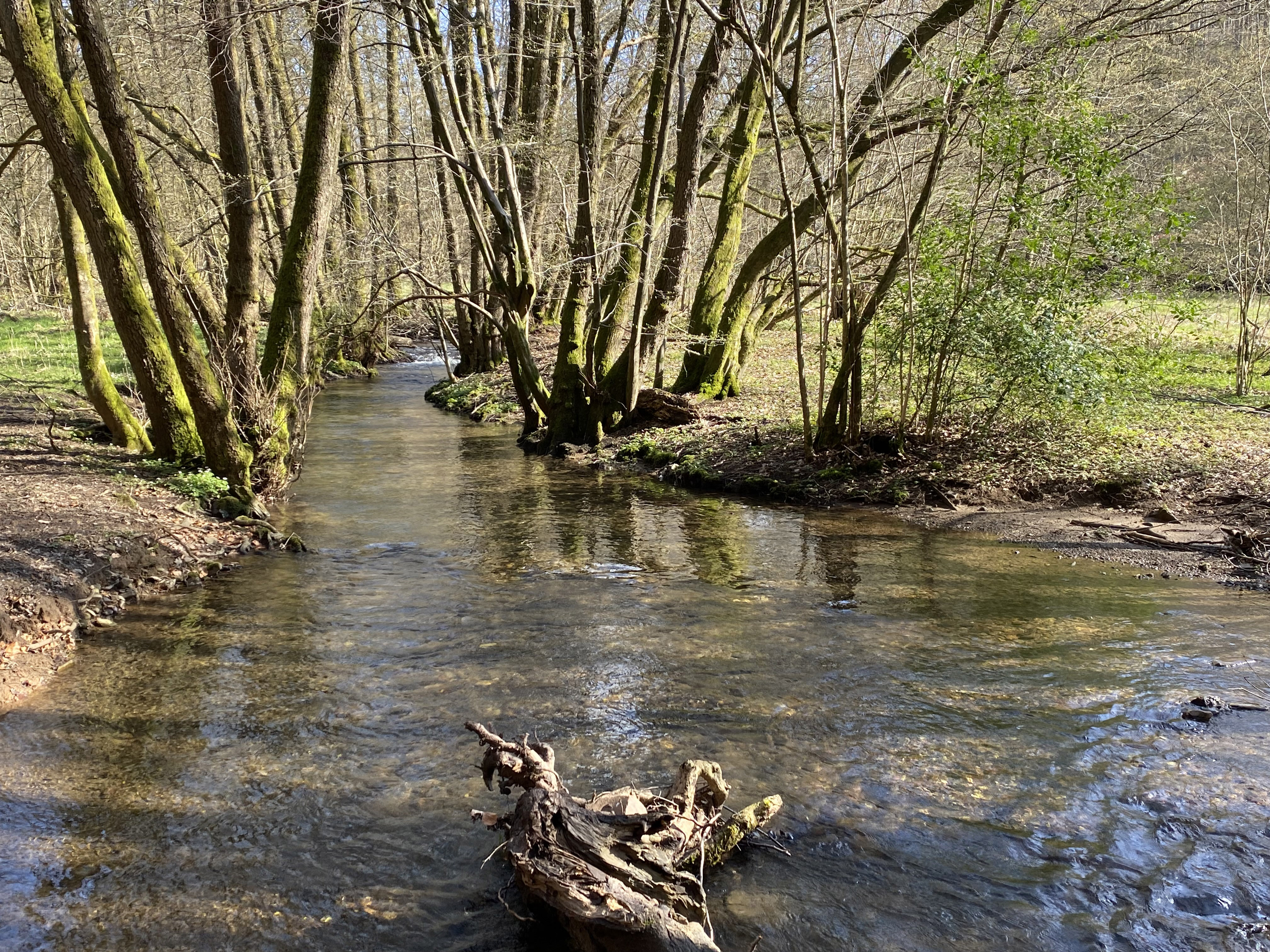
Gelpe im Erlen-Auwald
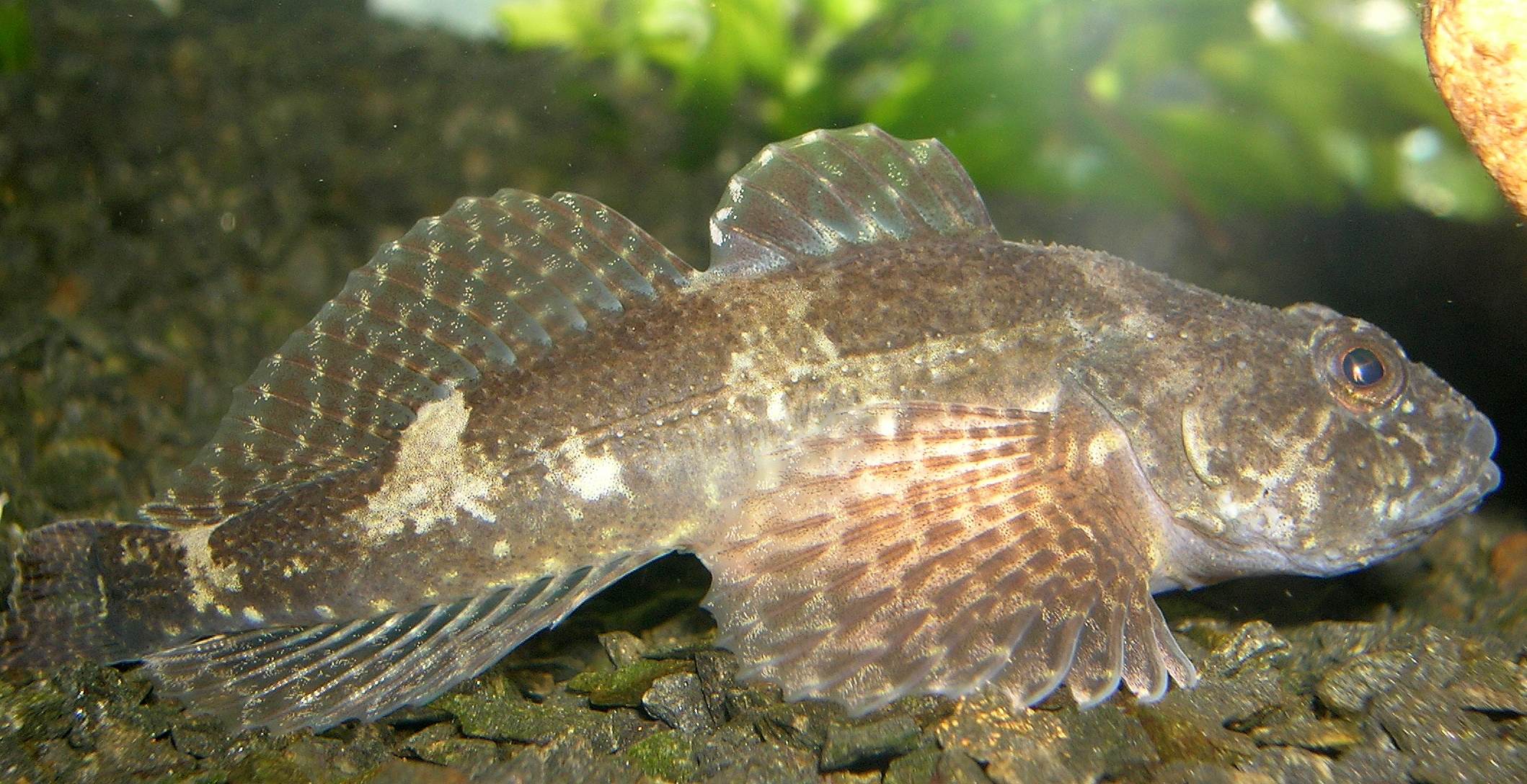
Groppe (Cottus Gobio)
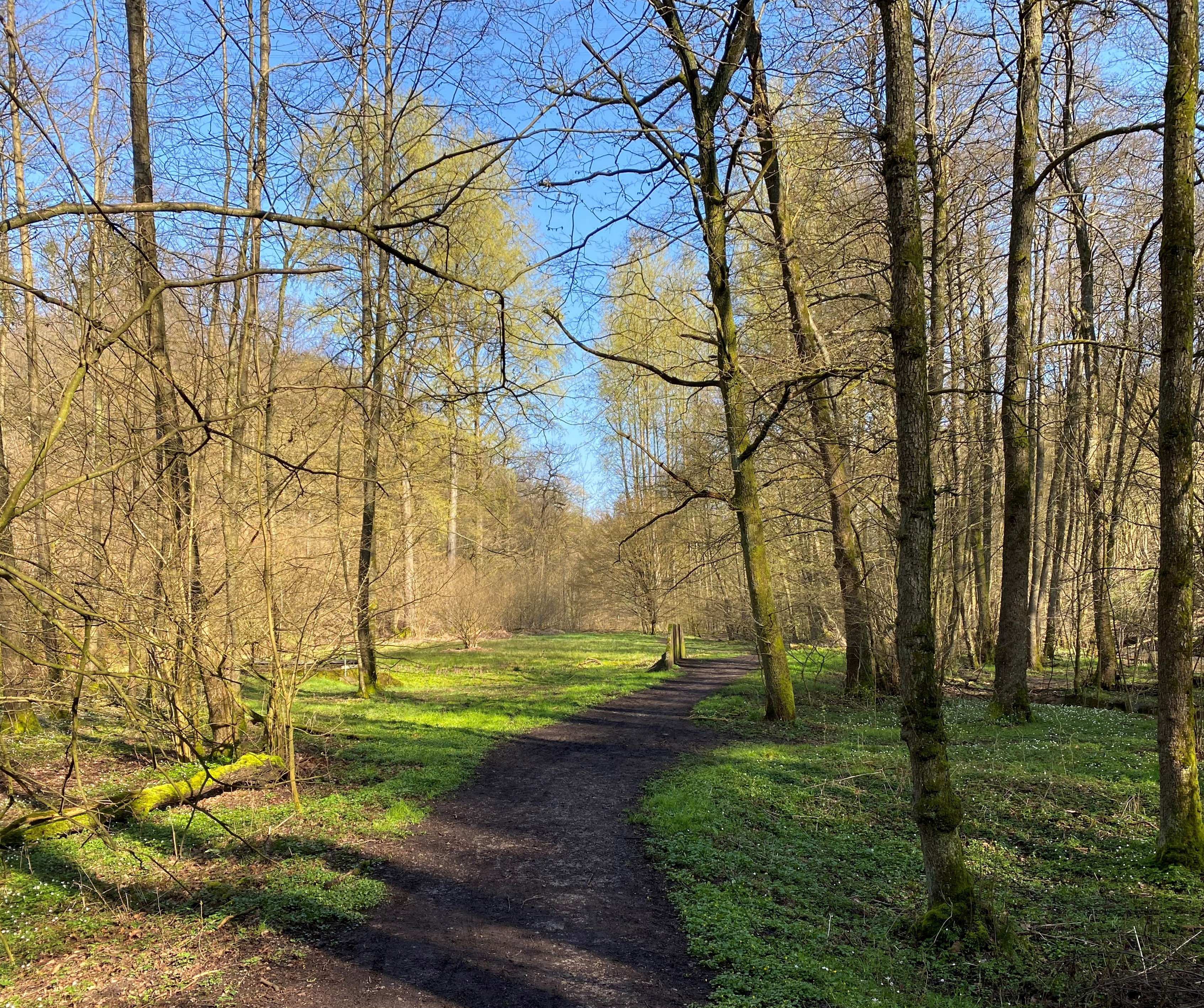
Auwald im Gelpetal
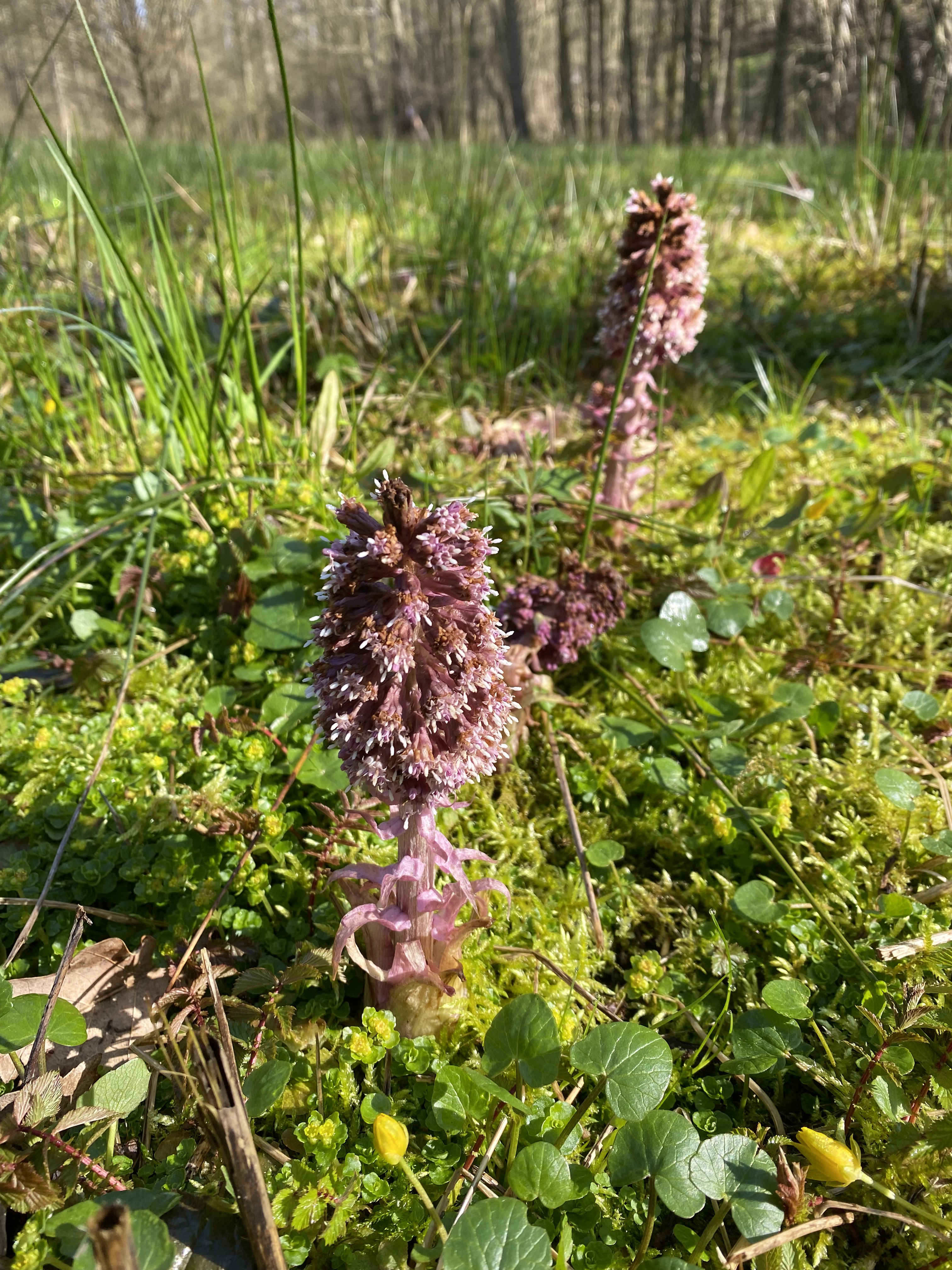
Gewöhnliche Pestwurz - April-Blüte (Petasites hybridus)
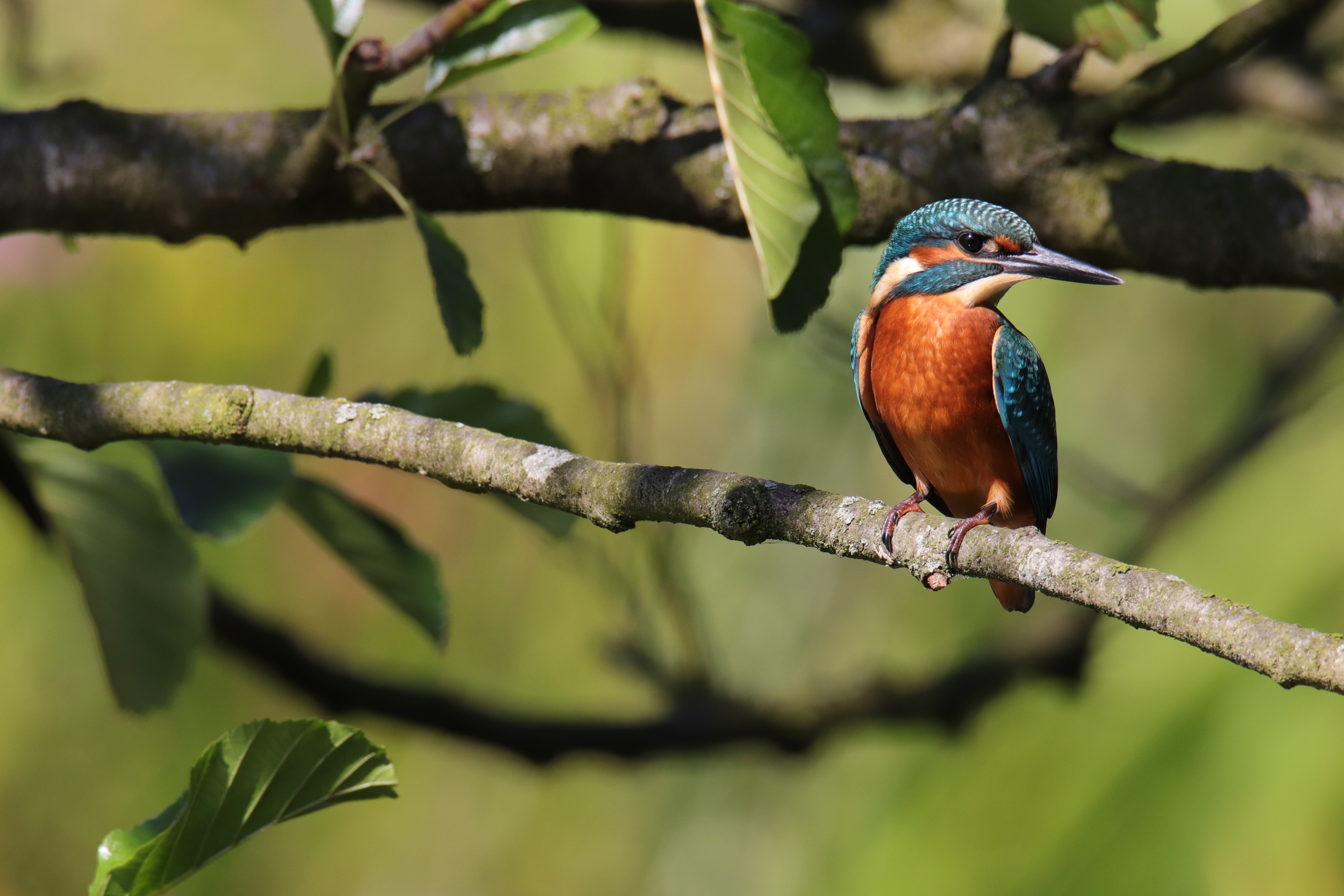
Eisvogel (Acledo atthis)
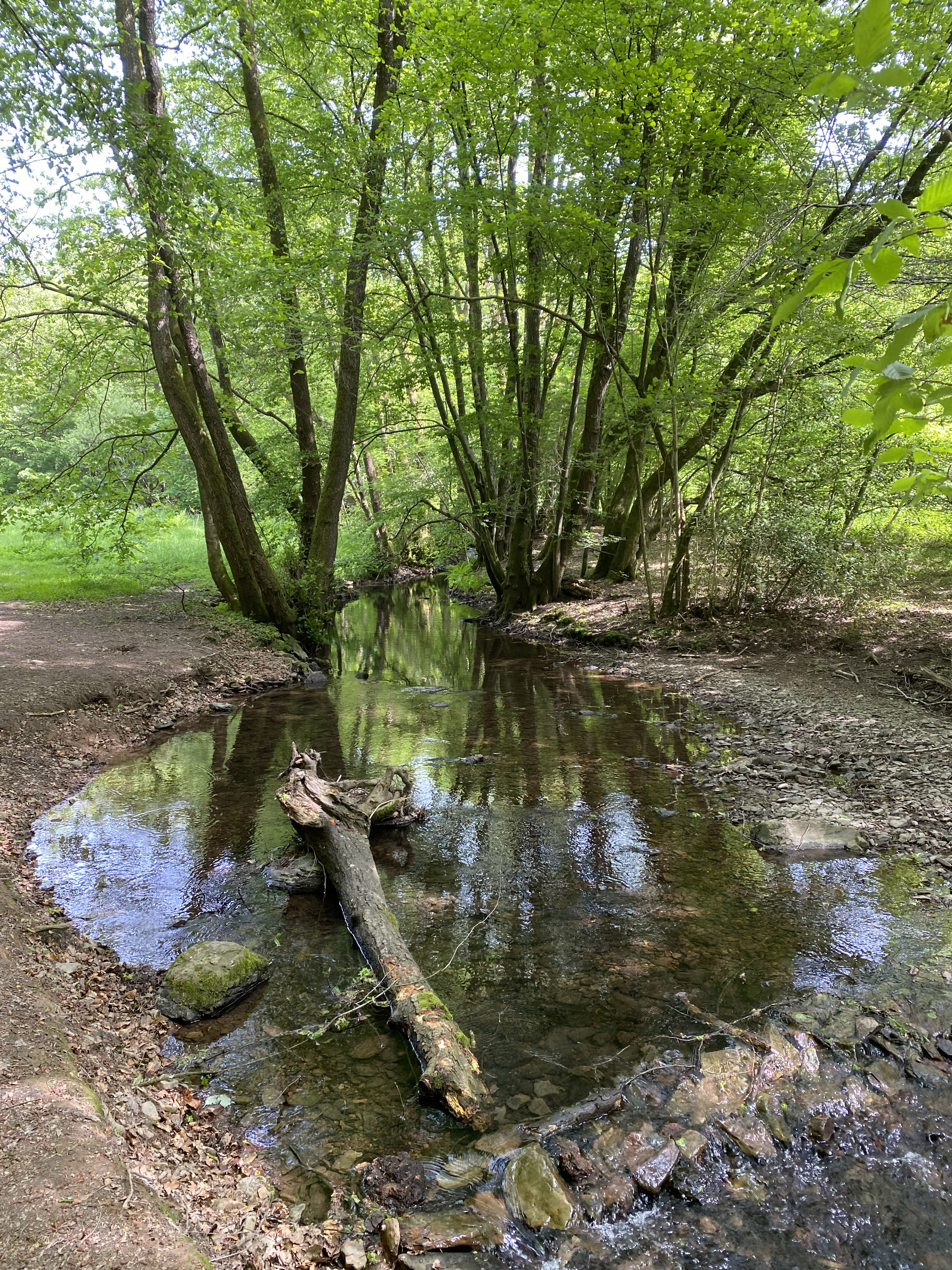
Gelpe mit Totholz
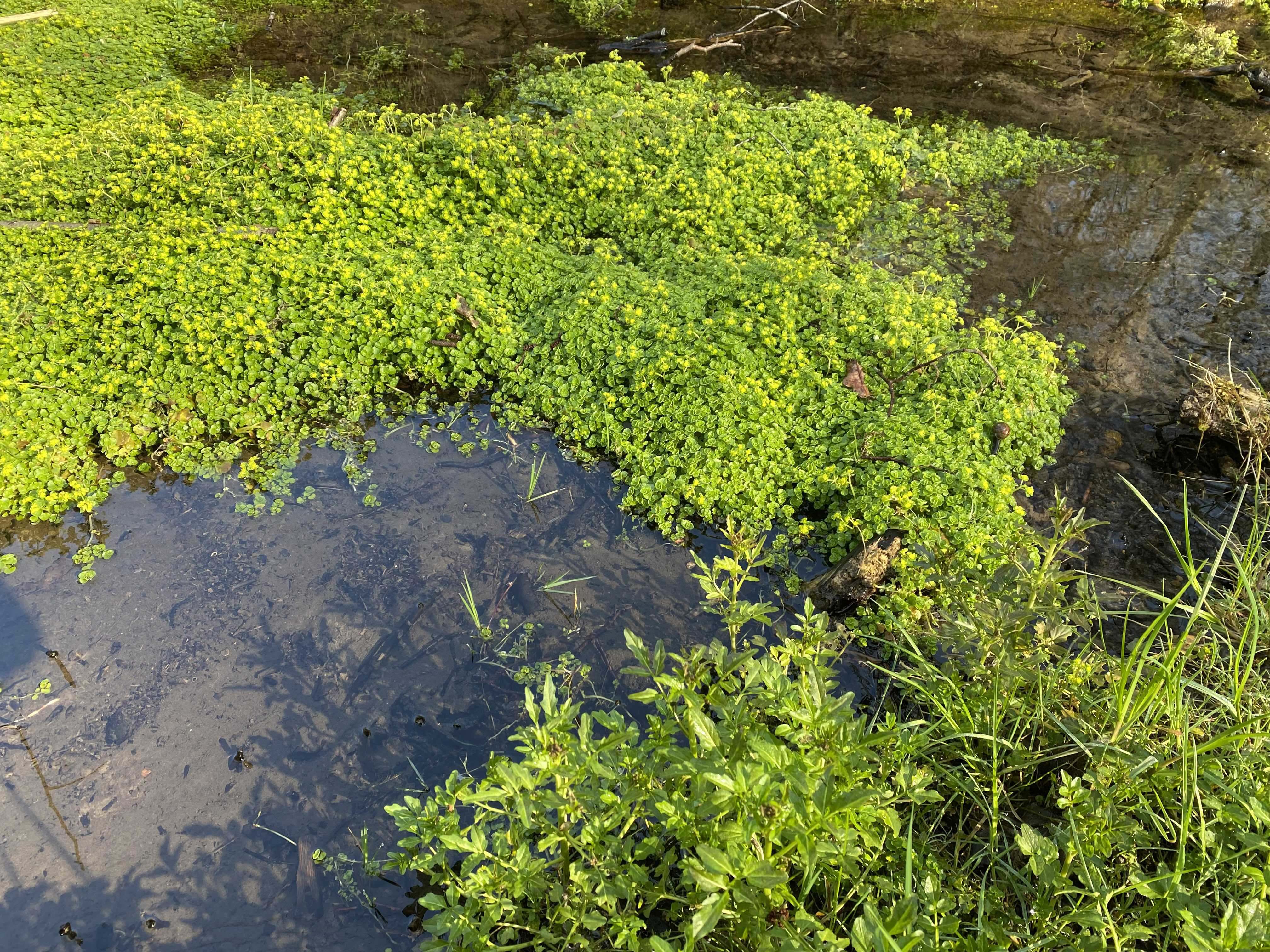
Wechselblättriges Milzkraut im Feuchtbiotop
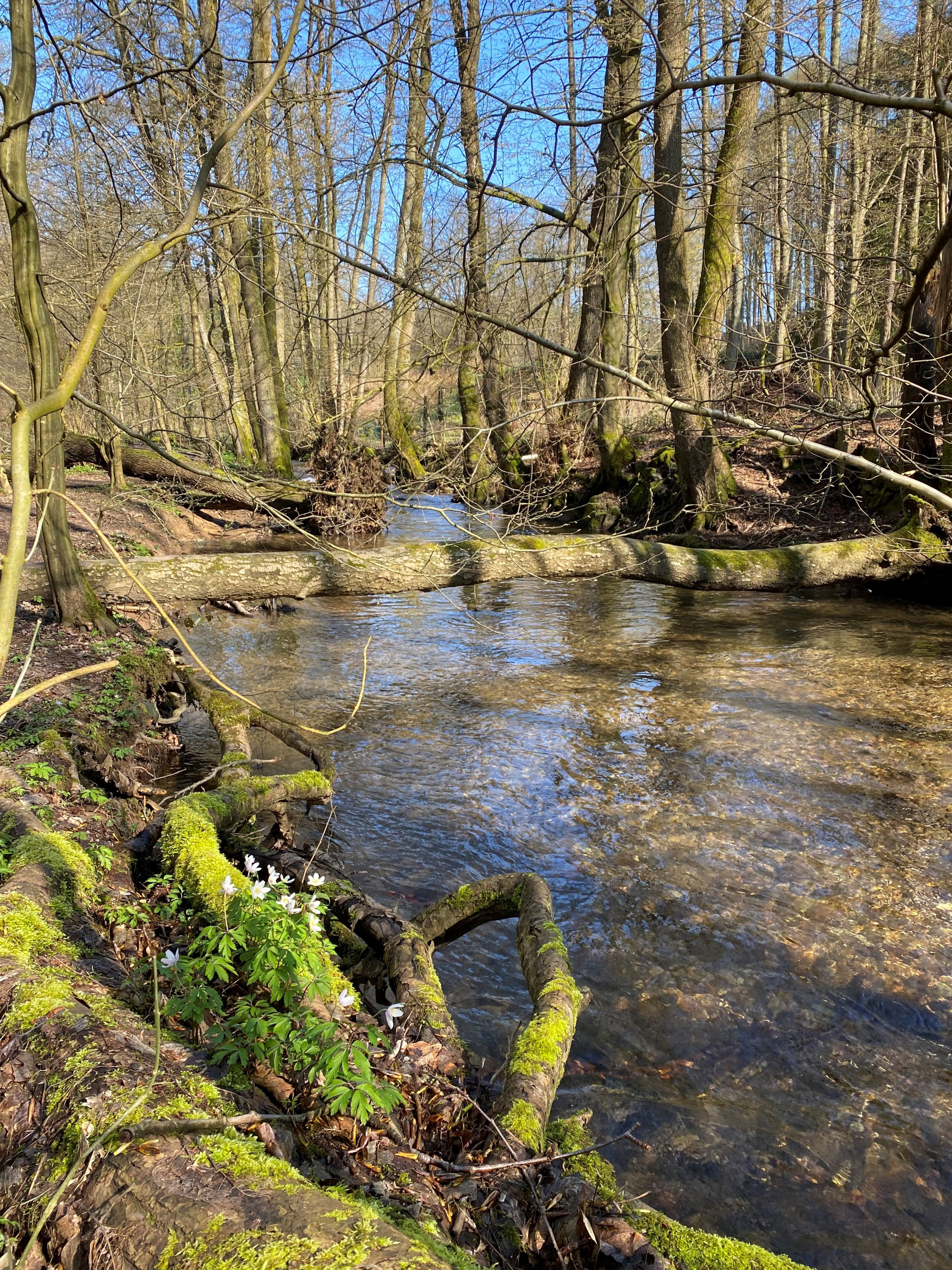
Buschwindröschen an der Gelpe
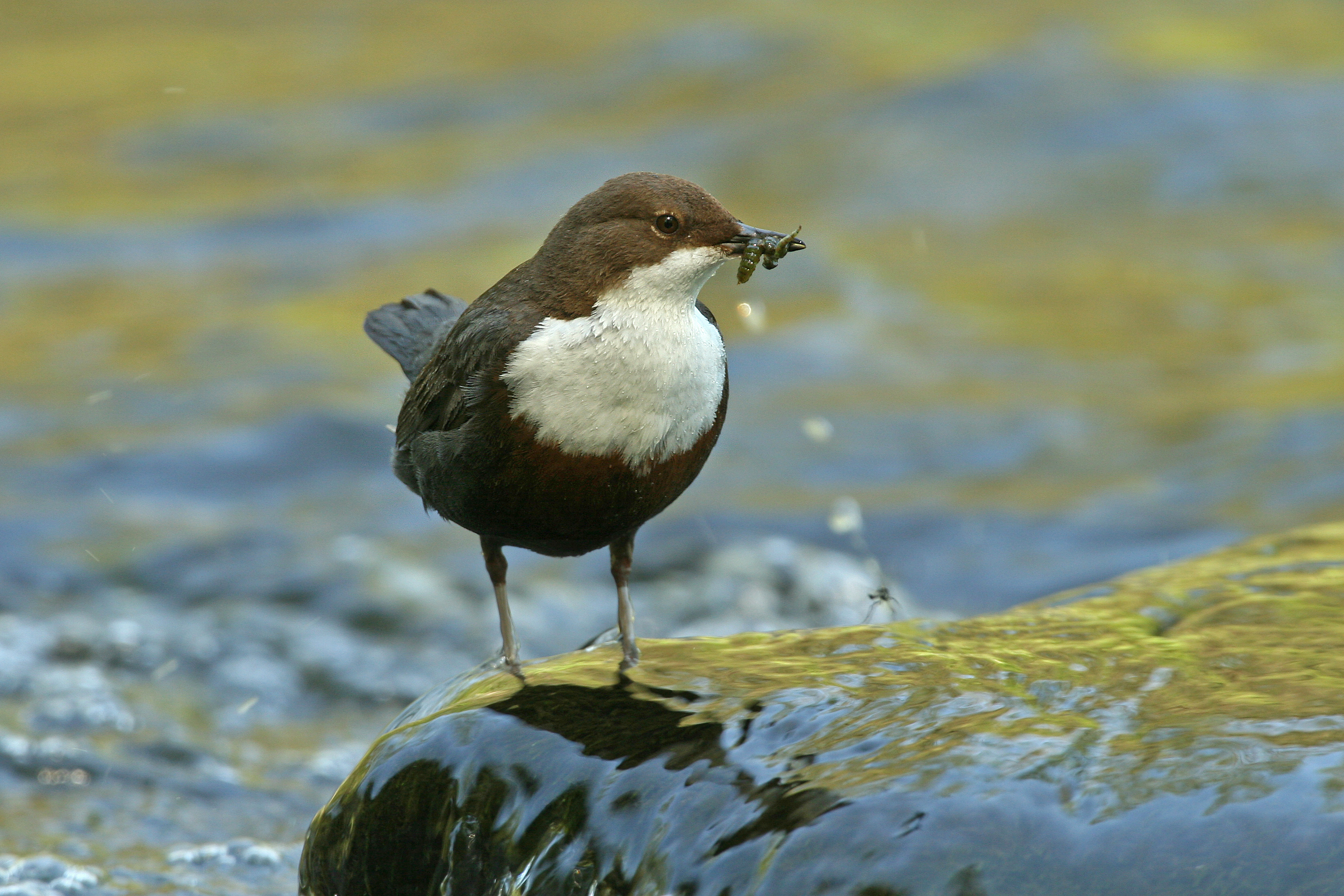
Wasseramsel (Cinclus cinclus)
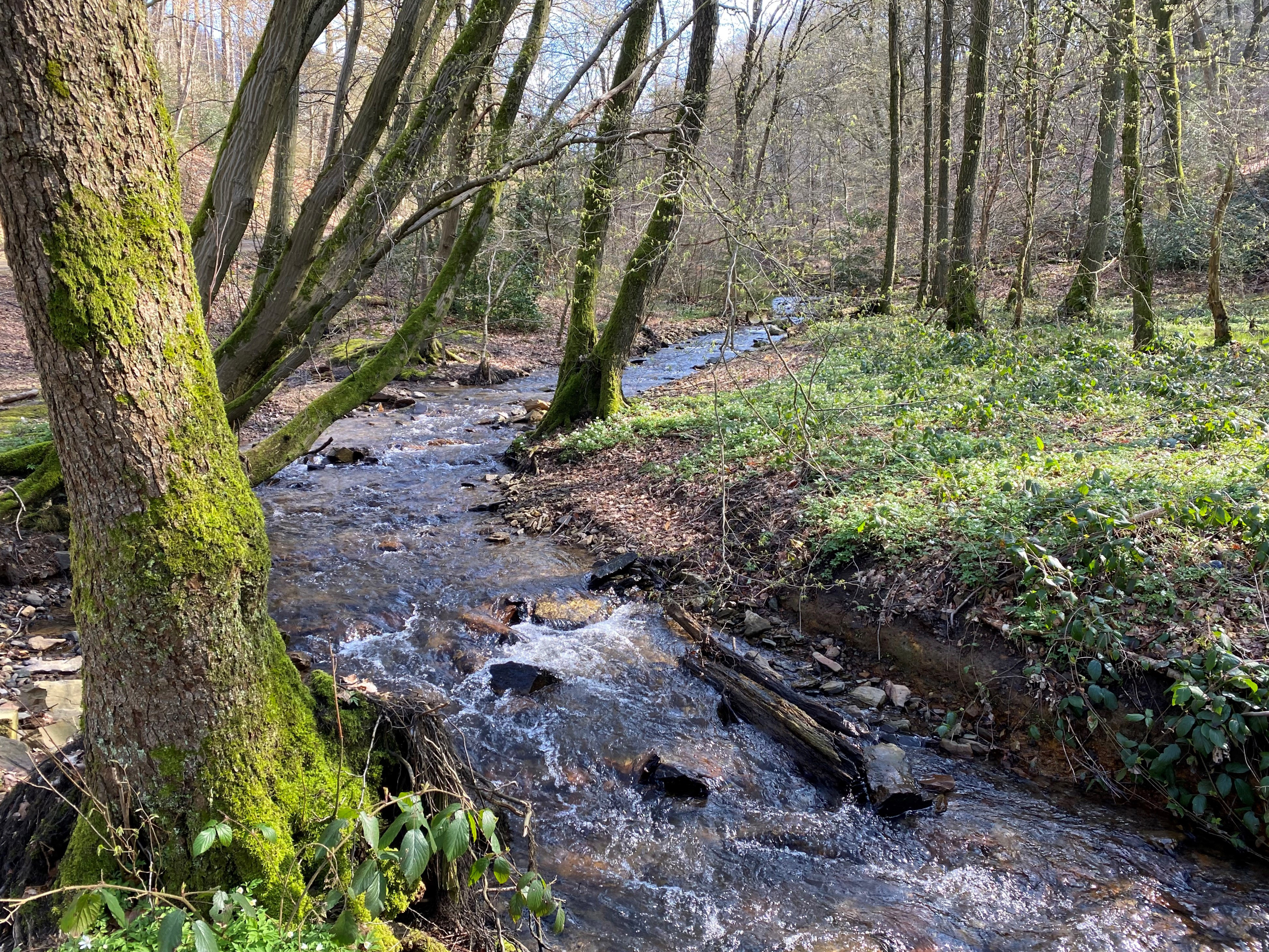
Saalbach im Naturschutzgebiet Gelpe-Saalbach
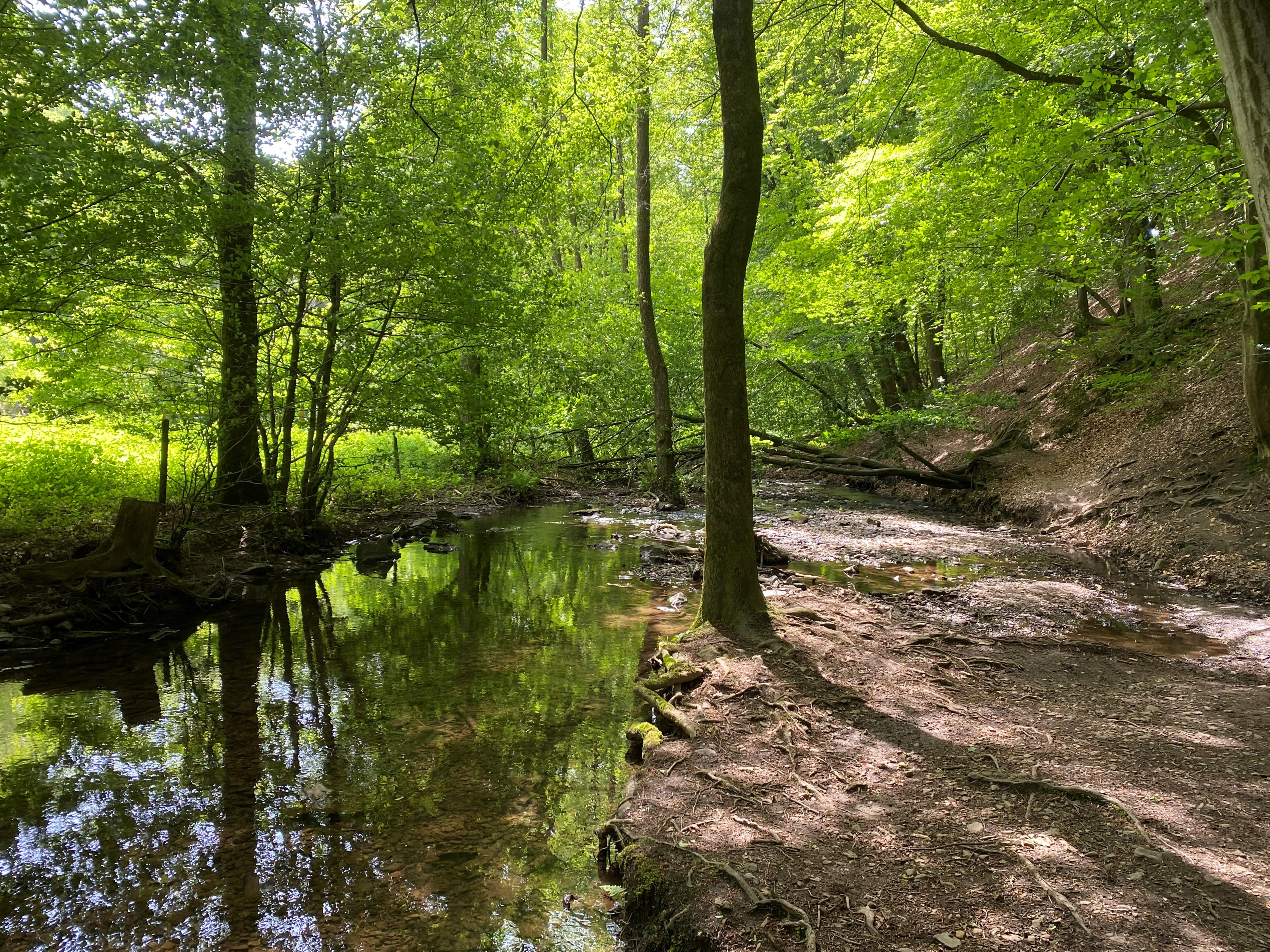
Naturschutzgebiet Gelpe-Saalbach
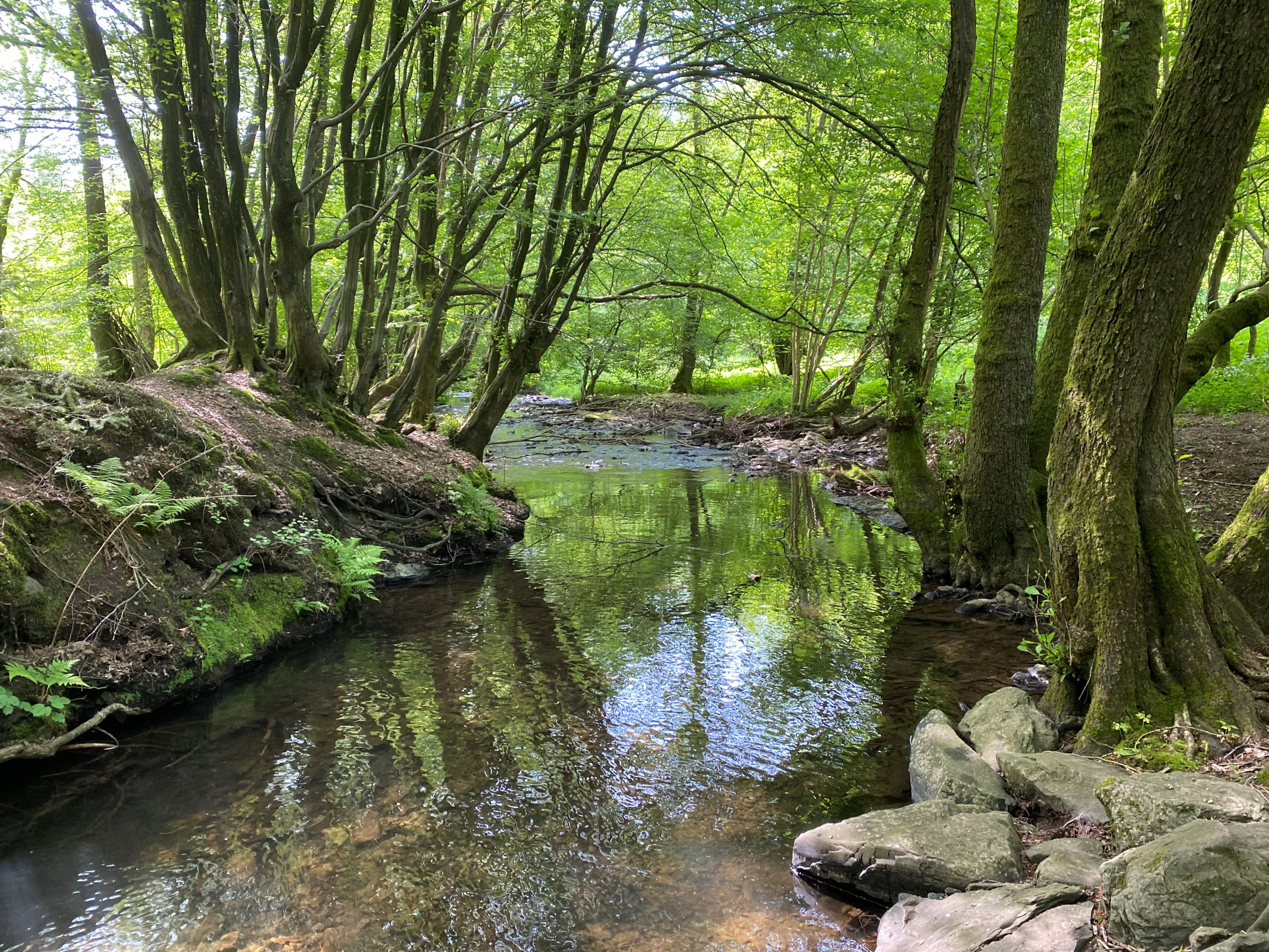
Bachbett der Gelpe - begleitet von Bäumen und Steinen